# François-Xavier de Donnea
Cavaliere Francois-Xavier de Donnea, nome completo François Xavier Gustave Marie Joseph Corneille Hubert Ritter de Donnea de Hamoir (Edegem, 29 aprile 1941), è un politico belga, membro del Movimento Riformatore.

## Biografia

### Origini e formazione
François-Xavier de Donnea è nato ad Edegem, figlio di un liégeois e di un anversois. Per questo motivo, ha una buona  padronanza della lingua francese e olandese.
Si è laureato nel 1963 in economia applicata presso l'Université Catholique de Louvain (UCL). Ha poi conseguito un Master in Business Administration (MBA) presso l'Università della California a Berkeley (1965), una laurea in economia (UCL, 1968) e, infine, un dottorato nel 1971, come Dottore in economia presso l'Università Erasmus di Rotterdam. Come studente, è stato membro della Conferenza Olivaint del Belgio.
Ha continuato la sua carriera accademica all'UCL, dove ha ricoperto il ruolo di assistente e docente e dal 1980 è diventato professore di economia. Dal 2006 è docente emerito.

### Carriera politica

#### Inizi
François-Xavier de Donnea è stato il primo nella sua famiglia a diventare politicamente attivo. Ha fatto i suoi primi passi in politica nel 1974 come capo-gabinetto di Etienne Knoops, ex segretario di stato per gli affari economici e membro del Raggruppamento Vallone (RW). Dal 1976 al 1977 è stato viceministro del ministero del commercio estero. Insieme con Knoops, Gol e Perin entra a far parte, dopo un breve periodo di tempo nei liberali del Partito Riformatore Liberale (PRL, ora MR) dove cresce rapidamente nella gerarchia interna del partito (diventerà Segretario Generale, in carica dal 1982 al 1983).

#### Segretario di Stato, Ministro federale e Ministro presidente della Regione di Bruxelles-Capitale
Nel 1981 diventa senatore cooptato. Nel 1983 de Donnea, allora ministro del governo giuidato da Wilfried Martens (CVP), detiene l'ufficio di Segretario di Stato per la cooperazione allo sviluppo. Due anni dopo gli viene affidato l'ufficio di ministro presidente della Regione di Bruxelles-Capitale e quello di ministro della Difesa (dal 1985 al 1988). Durante questo periodo ha ottenuto l'epiteto "Top Gun" (dal film con lo stesso nome), perché gli piace stare davanti alla stampa come un tankman o co-pilota di un F-16 in azione.
Dopo il mandato di ministro de Donnea è diventato senatore, europarlamentare e deputato federale. Ciò gli ha permesso di concentrarsi sulla città di Bruxelles, dove a partire dal 1995 assume la fascia di sindaco. In questa veste, tra l'altro, nel 1999 ha officiato la cerimonia del matrimonio civile tra il principe Filippo, erede al trono belga, e Mathilde d'Udekem d'Acoz.
Alle elezioni comunali del 2000 ha perso la corsa a sindaco di Bruxelles contro Freddy Thielemans (PS). Tuttavia, ha assunto nello stesso anno l'Ufficio di Ministro presidente della Regione di Bruxelles-Capitale, in quanto il ministro presidente uscente Jacques Simonet (MR) ha intrapreso il mandato di sindaco di Anderlecht. Dopo le elezioni regionali del 2003 de Donnea ha annunciato di non essere più disponibile come ministro presidente ed è stato sostituito da Daniel Ducarme (MR).

#### Mediatore reale
Nel 2008, de Donnea torna sorprendentemente di nuovo alla ribalta quando viene nominato "mediatore reale", il 17 luglio dal re Alberto II. Insieme a Karl-Heinz Lambertz (PS) e Raymond Langendries è incaricato di fornire soluzioni al corso della formazione governativa per porre rimedio ad una crisi di Stato.
Dalla fine di questo mandato, François-Xavier de Donnea apparirà raramente in politica.